# Dicranoloma singalangense
Dicranoloma singalangense là một loài rêu trong họ Dicranaceae. Loài này được Dixon ex J. Froehl. mô tả khoa học đầu tiên năm 1953.